# Lutte aux Jeux du Commonwealth
Les compétitions de lutte font partie du programme des Jeux du Commonwealth depuis leur première édition en 1930.

## Éditions
| Édition | Ville        | Pays             |
| ------- | ------------ | ---------------- |
| 1930    | Hamilton     | Canada           |
| 1934    | Londres      | Angleterre       |
| 1938    | Sydney       | Australie        |
| 1950    | Auckland     | Nouvelle-Zélande |
| 1954    | Vancouver    | Canada           |
| 1958    | Cardiff      | Pays de Galles   |
| 1962    | Perth        | Australie        |
| 1966    | Kingston     | Jamaïque         |
| 1970    | Édimbourg    | Écosse           |
| 1974    | Christchurch | Nouvelle-Zélande |
| 1978    | Edmonton     | Canada           |
| 1982    | Brisbane     | Australie        |
| 1986    | Édimbourg    | Écosse           |
| 1990    | Auckland     | Nouvelle-Zélande |
| 1994    | Victoria     | Canada           |
| 2002    | Manchester   | Angleterre       |
| 2010    | New Delhi    | Inde             |
| 2014    | Glasgow      | Écosse           |
| 2018    | Gold Coast   | Australie        |
| 2022    | Birmingham   | Angleterre       |

## Médailles par pays
à jour après les Jeux de 2018
| Rang  | Nation           | Or  | Argent | Bronze | Total |
| ----- | ---------------- | --- | ------ | ------ | ----- |
|       | Canada           | 66  | 43     | 26     | 135   |
|       | Inde             | 43  | 37     | 22     | 102   |
|       | Pakistan         | 21  | 11     | 10     | 42    |
|       | Australie        | 14  | 22     | 15     | 51    |
|       | Afrique du Sud   | 13  | 9      | 11     | 33    |
|       | Nigeria          | 9   | 11     | 22     | 42    |
|       | Angleterre       | 5   | 22     | 39     | 66    |
|       | Nouvelle-Zélande | 3   | 9      | 17     | 29    |
|       | Écosse           | 1   | 5      | 15     | 21    |
|       | Cameroun         | 0   | 3      | 3      | 6     |
|       | Pays de Galles   | 0   | 1      | 2      | 3     |
|       | Chypre           | 0   | 0      | 2      | 2     |
|       | Irlande du Nord  | 0   | 0      | 1      | 1     |
|       | Zambie           | 0   | 1      | 1      |       |
|       | Zimbabwe         | 0   | 0      | 1      | 1     |
| Total | Total            | 175 | 173    | 187    | 1 535 |